# Joan Breton Connelly
Joan Breton Connelly es una arqueóloga clásica estadounidense y profesora de Historia del Arte y Clásicos en la Universidad de Nueva York .  Es directora de la Escuela de Campo y Excavaciones de la Isla Yeronisos en Chipre .  Connelly recibió una beca MacArthur en 1996. Recibió el Premio a la Excelencia en Enseñanza de Pregrado del Instituto Arqueológico de América en 2007 y ocupó la Cátedra Lillian Vernon de Excelencia Docente en la Universidad de Nueva York de 2002 a 2004. Es ciudadana honoraria del municipio de Peyia, República de Chipre.[cita requerida]

## Obras
La beca de Connelly se centra en el arte, los mitos y la religión griegos e incluye una reinterpretación innovadora del Partenón y sus esculturas.    En El enigma del Partenón: una nueva comprensión del edificio más icónico de Occidente y las personas que lo construyeron, Connelly presenta su lectura del programa escultórico del Partenón dentro de todos sus contextos históricos, mitológicos y religiosos.    La reseña del libro del New York Times nombró a El enigma del Partenón libro destacado del año 2014.  The Daily Beast lo nombró una de las diez mejores obras de no ficción de 2014 y la revista Metropolis lo nombró uno de los diez mejores libros de arquitectura y diseño del año.   La Sociedad Phi Beta Kappa honró a The Parthenon Enigma en 2015 con el Premio Ralph Waldo Emerson por su importante contribución a las humanidades. 
Como historiadora cultural, Connelly ha examinado temas que van desde la agencia femenina hasta el espacio ritual, el paisaje, los ciclos de vida, la identidad, la recepción y la complejidad. En su Retrato de una sacerdotisa: mujeres y ritual en la antigua Grecia, Connelly desafía creencias arraigadas sobre la "invisibilidad" de las mujeres en la antigua Grecia y reúne evidencia arqueológica extensa sobre el papel de liderazgo de las mujeres en la vida religiosa de la ciudad.    Retrato de una sacerdotisa fue nombrado uno de los 100 libros notables del año 2007 por la New York Times Book Review,  y la Asociación de Editores Estadounidenses lo nombró el mejor libro de Clásicos e Historia Antigua de 2007. En 2009, Retrato de una sacerdotisa ganó el premio al libro James R. Wiseman del Instituto Arqueológico de Estados Unidos.Como arqueólogo de campo, Connelly ha trabajado en Corinto, Atenas y Nemea en Grecia, en Paphos, Kourion y la antigua Marion en Chipre, y en la isla de Failaka frente a la costa de Kuwait. En 1985, trabajó como consultora para el diseño e instalación de las galerías helenísticas del Museo Nacional de Kuwait. Desde 1990, Connelly ha dirigido la Escuela de Campo y Excavaciones de la Isla Yeronisos de la Universidad de Nueva York, justo al oeste de Chipre. Aquí, ha sido pionera en la ecoarqueología, realizando estudios de flora y fauna, conteos anuales de aves y estableciendo pautas sensibles a las formas en que la intervención arqueológica impacta el medio ambiente natural.    Su trabajo de campo se ha centrado en el intercambio intercultural en el Oriente helenizado durante los siglos posteriores a la muerte de Alejandro Magno .

## Educación y vida profesional.
Connelly recibió una licenciatura en Clásicos de la Universidad de Princeton . Recibió su maestría y doctorado en Arqueología Clásica y del Cercano Oriente en Bryn Mawr College, donde más tarde se desempeñó como decana adjunta de la Facultad de Pregrado, profesora de Arqueología Clásica y miembro de la junta directiva. Connelly ha realizado becas de investigación en All Souls College, Magdalen College, New College y Corpus Christi College de la Universidad de Oxford, y ha sido becaria visitante en el Instituto Radcliffe de Estudios Avanzados de la Universidad de Harvard. Obtuvo la beca Norbert Schimmel y las becas clásicas en el Museo Metropolitano de Arte y fue investigadora visitante en Antropología en el Museo Field de Historia Natural de Chicago. Connelly fue miembro Hetty Goldman de la Escuela de Estudios Históricos del Instituto de Estudios Avanzados de Princeton en 2010-2011 y visitante del Instituto en 2015. Fue nombrada profesora invitada en el Departamento Altertumswissenschaften de la Universidad de Basilea, Suiza, en 2012. Regresa a All Souls, Oxford, como becaria visitante en 2016. Connelly es miembro de la Sociedad de Anticuarios de Londres, la Real Sociedad Geográfica, el Club de Exploradores y la Sociedad de Geógrafas . Es fideicomisaria de la Asociación de miembros del Instituto de Estudios Avanzados, el Instituto de Investigación Arqueológica Estadounidense de Chipre, la Sociedad para la Preservación del Patrimonio Griego y la Fundación Pharos Arts .Connelly formó parte del Comité Asesor de Bienes Culturales de la Oficina de Asuntos Educativos y Culturales del Departamento de Estado de EE. UU ., de 2003 a 2011. Durante más de veinte años, el profesor Connelly ha impartido en equipo un curso popular en la Universidad de Nueva York titulado "Arte antiguo en riesgo: conservación, ética y política del patrimonio cultural" con el químico físico Norbert Baer del Centro de Conservación del Instituto de Bellas Artes.En colaboración con el arquitecto Demetri Porphyrios, Connelly presentó una propuesta para el Concurso Conmemorativo del Sitio del World Trade Center en 2003. 
Connelly ha sido entrevistado en el Partenón por Jeffrey Brown para PBS NewsHour .   Ha hablado sobre Sacerdotisas griegas para el programa Start the Week de Andrew Marr, BBC Radio 4 .  En 2007, Connelly apareció en Star Wars: The Legacy Revealed ( The History Channel ), donde analizó los antecedentes clásicos de los temas épicos de la saga Star Wars .  En 2008, apareció en Indiana Jones: The Ultimate Quest (The History Channel, Lucasfilm y Prometheus Entertainment ), en el que analizó las nuevas tecnologías en la arqueología de campo, la importancia del contexto estratigráfico y el mercado mundial de antigüedades ilícitas. En 2012, sus excavaciones en la isla Yeronisos, Chipre, aparecieron en Born to Explore de ABC con Richard Wiese . También ha colaborado con The Wall Street Journal y el New York Daily News .En abril de 2015, el renombrado físico Freeman Dyson dijo al New York Times Sunday Book Review que Joan Breton Connelly era una de las tres escritoras a las que invitaría a una cena literaria, junto con Kristen R. Ghodsee y Mary Doria Russell .  Cuando se le preguntó qué libro hay actualmente en su mesa de noche, Dyson respondió El Enigma del Partenón de Connelly.

### Estudios críticos y reseñas del trabajo de Connelly.
El enigma del Partenón
- Caroline Alexander, "Si place a los dioses", The New York Times Book Review (23 de enero de 2014). [24]
- JJ Pollitt, "Decoding the Parthenon", The New Criterion (1 de marzo de 2014). [25]
- Brunilde S. Ridgway, "Repensar el edificio más icónico de Occidente", Bryn Mawr Alumnae Bulletin (agosto de 2014). [26]
- Nigel Spivey, Grecia y Roma (octubre de 2014).
- William St. Clair, Suplemento literario del Times, 30 de mayo de 2014.
- AE Stallings, "Deep Frieze Meaning", The Weekly Standard (8 de septiembre de 2014). [27]
- Daisy Dunn, Literary Review, 8 de agosto de 2014. [28]
- Larry Getlen, New York Post (26 de enero de 2014). [29]
- Eric Wills, The Washington Post (25 de enero de 2014). [30]
- Evaggelos Vallianatos, The Huffington Post (25 de febrero de 2014). [31]
- Nick Romeo, The Daily Beast (12 de febrero de 2014). [32]
- Rebecca Newberger Goldstein, "Libros de 2014 del Times Higher Education" [33]
- Daniel Mendelsohn, 'Deep Frieze' The New Yorker  '
- Mary Beard, 'El último plan para el Partenón, The New York Review of Books
- James Romm, 'El enigma del Partenón', The Wall Street Journal . [34]

Retrato de una sacerdotisa
- Green, Peter (28 de junio de 2007). «The women and the gods». The New York Review of Books 54 (11): 32-35.
- Steve Coates, "Keepers of the Faith," The New York Times Book Review (1 July 2007).[35]